# 基山パーキングエリア

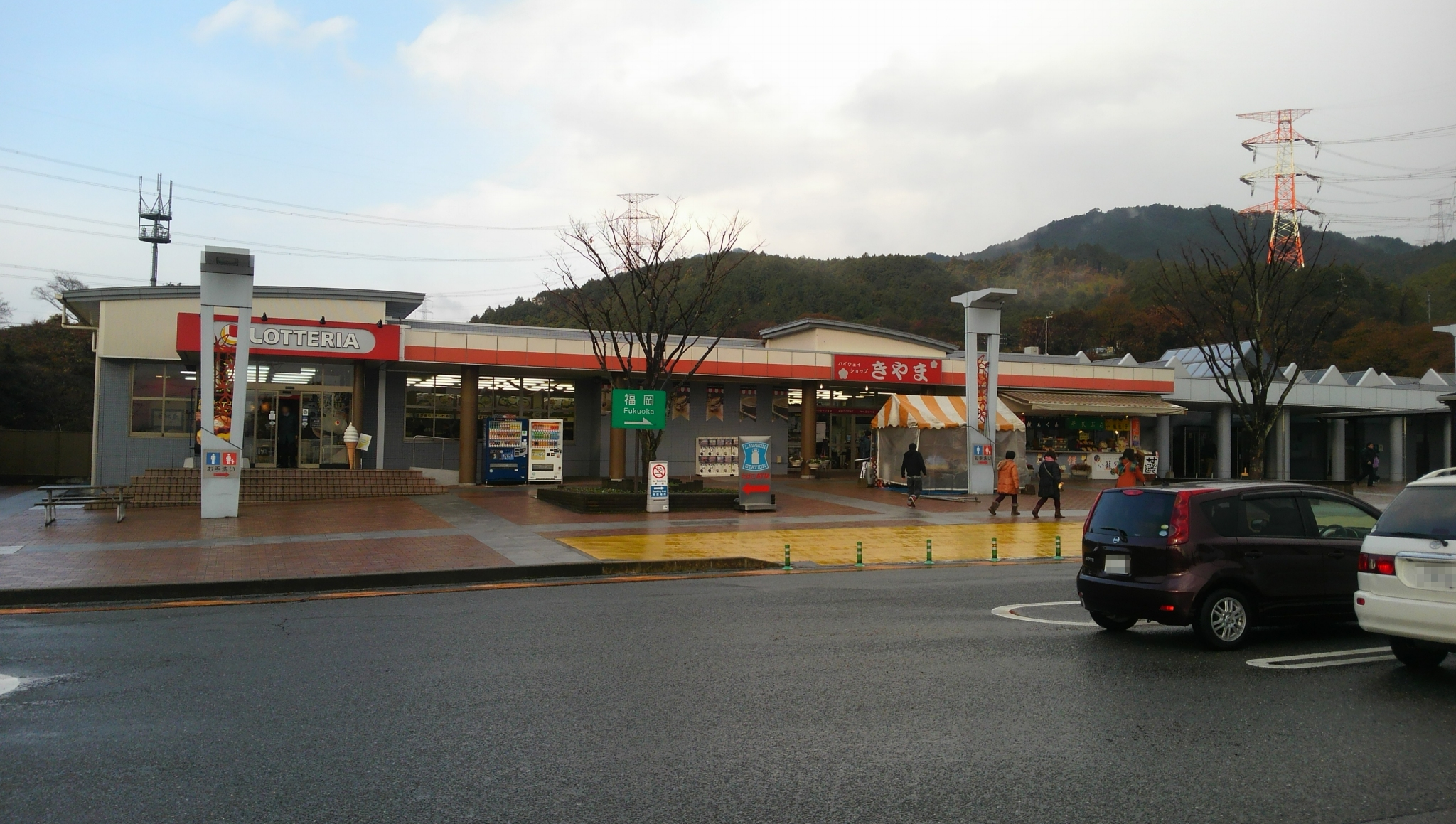
基山パーキングエリア
（上り線）

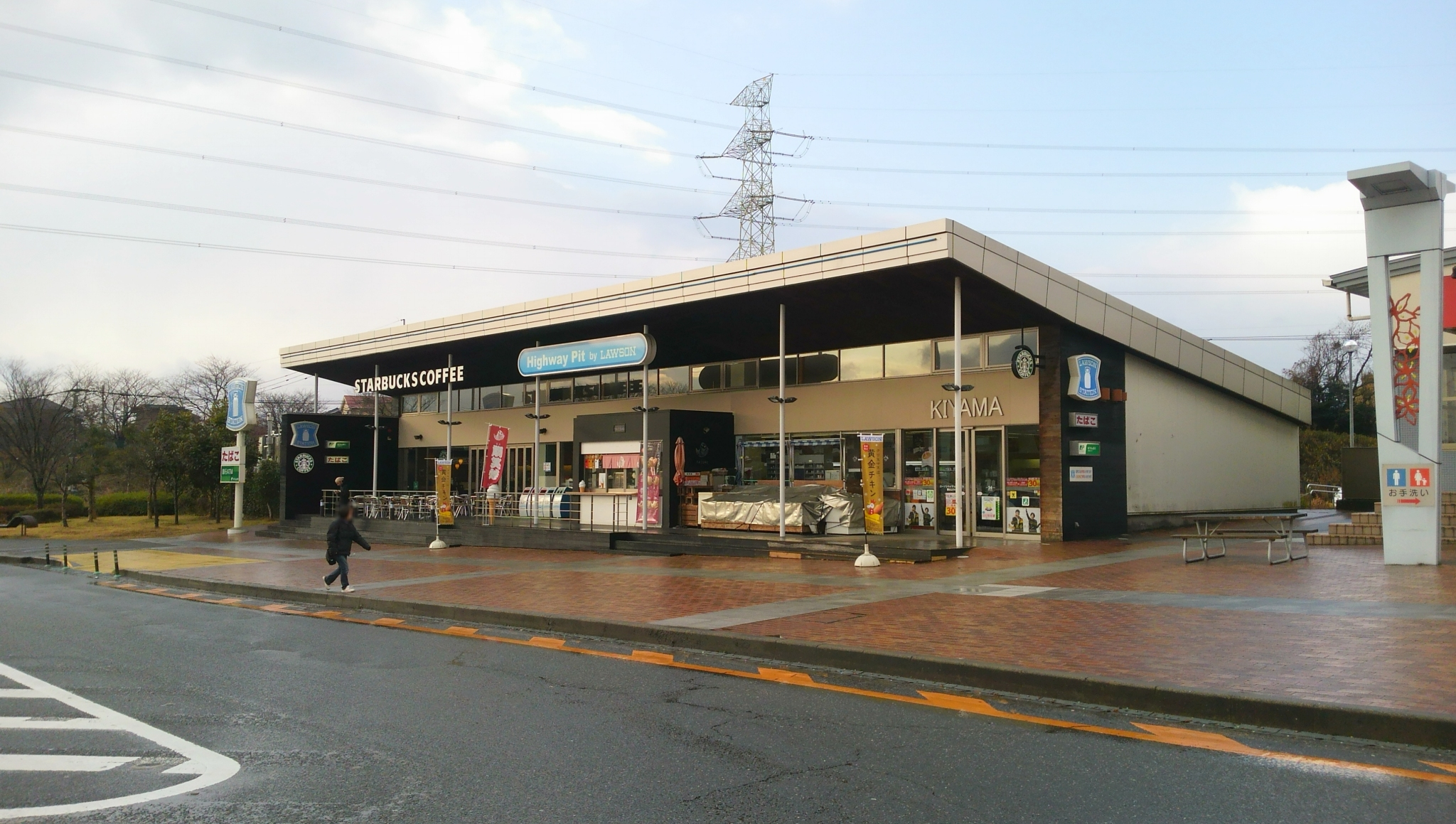
ハイウェイコンビニエンスストア ローソン(現:セブンイレブン)

基山パーキングエリア（きやまパーキングエリア）は、佐賀県三養基郡基山町小倉（門司方面）及び福岡県筑紫野市原田（鹿児島方面）の九州自動車道上にあるパーキングエリアである。

## 概要
九州自動車道で最も通行台数が多い区間 である筑紫野IC - 鳥栖JCT間に位置し、同自動車道のPAの中では最も規模が大きく、SA並かそれ以上という異例のPAである。太宰府IC・福岡高速道路経由で福岡市内と九州各県を往来する場合は福岡高速内に休憩施設がないため、福岡市内に最も近い休憩施設となる。開通当初は他のPA同様に駐車場が少ない小規模なPAだったが、後に改築・増築・駐車場の拡張がなされ現在の形になった。2006年11月17日に、九州自動車道では初のコンビニエンスストアが設置された。
また、2007年7月1日から当PAを通過している九州内の高速バスの大半が併設のバス停（基山バスストップ）に停車するようになり、高速バスの乗り継ぎ拠点としての役割をもつ。
かつて下り線にシャワー施設が設置されていたが、2009年7月17日より吉志PA下り線のシャワーステーションが設置される事に伴い、2009年7月16日をもって閉鎖された。
2023年4月15日には、上り線において2022年11月より実施していた営業施設内外装補修工事がすべて終了しリフレッシュオープンした。

## 道路
- E3 九州自動車道
  - なお、上り線・下り線ともに並行する一般道路からウェルカムゲート（24時間開放）を介してPA施設のみ利用可能。ただし本線への進入不可。

## 施設

### 上り線（福岡・門司方面）
- 駐車場
  - 大型 78台
  - 小型 192台
  - 二輪 8台
  - トレーラー 3台
- トイレ
  - 男性 大12（和式6・洋式6）・小36
  - 女性 47（和式23・洋式24）
  - 車椅子用 1
- スナック（7:00 - 22:00、西日本高速道路リテール）
- ショッピング（7:00 - 22:00、西日本高速道路リテール）
- ロッテリア（7:00 - 22:00）
- 宅配サービス
- 青果販売（10:00 - 19:00）
- コンビニエンスストア「セブン-イレブン」（24時間）[4]
- スターバックス（7:00 - 21:00、セブン-イレブン内）
- ベビーコーナー
- FAXサービス
- マッサージ
- ハイウェイ情報ターミナル
- 福岡空港情報ターミナル
  - ATM（ゆうちょ銀行熊本支店ローソンハイウェイピット基山上り店内出張所）
    - これは、佐賀県にはローソン・エイティエム・ネットワークス (LANs) が展開・設置されていないためである。また、民営化前は筑紫野郵便局の出張所だったため、取扱店番号は現在も74043が用いられている。
- 自動販売機
- 携帯電話充電器（7:00 - 22:00）
- ウェルカムゲート
- 郵便ポスト（基山郵便局）
- バス停留所（基山BS）

### 下り線（長崎・大分・熊本方面）
2012年3月より新しいストアブランド「モテナス基山」として営業している。
- 駐車場
  - 大型 55台
  - 小型 167台
  - 二輪 8台
  - トレーラー 3台
- トイレ
  - 男性 大12（和式4・洋式8）・小34
  - 女性 48（和式8・洋式40）
  - 車椅子用　3
- スナックコーナー
  - うどん・そば「つつじ庵」（6:00 - 24:00、西日本高速道路リテール）[5]
  - 基山ラーメン「きざん亭」（6:00 - 24:00、西日本高速道路リテール）
  - 和定食「みずき」（8:00 - 20:00、西日本高速道路リテール）
  - キッチン「みつせ」（8:00 - 20:00、西日本高速道路リテール）
- ショッピング（6:00 - 23:00、西日本高速道路リテール）
- ロッテリア（8:00 - 20:00）
- 宅配サービス
- コンビニエンスストア「セブン-イレブン」（24時間）[6]
  - コンビニATM（セブン銀行）
- ドトールコーヒー（6:30 - 21:00、旧・エクセルシオール カフェ）
- インフォメーション・FAXサービス（8:00 - 17:00）土日祝は8:00 - 18:00
- ハイウェイ情報ターミナル
- 自動販売機
- 携帯電話充電器（6:00 - 23:00）
- ウェルカムゲート
- 郵便ポスト（筑紫野郵便局）
- 宝くじコーナー（8:30 - 16:00）
- バス停留所（基山BS）

## 基山バスストップ

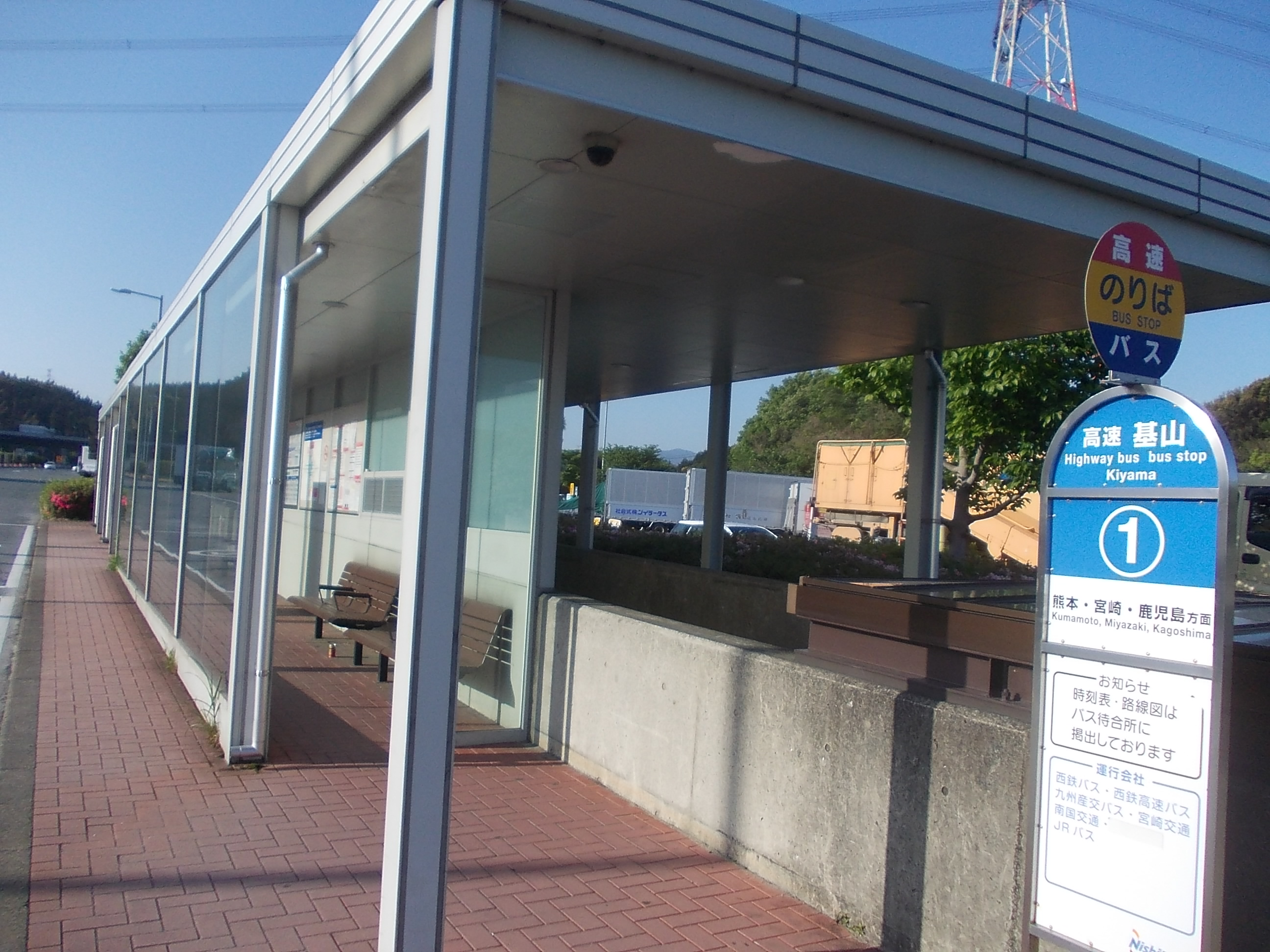
基山バスストップ（高速基山）下り線

基山バスストップは、基山パーキングエリアに併設されたバス停留所で、バス事業者の間では、高速基山（こうそくきやま）という名称が使われており、一般的にはこの通称名で呼ばれている。
2007年7月1日より国土交通省九州運輸局の主導で当バス停において「高速バスロケを活用した基山PAにおける乗り継ぎ社会実験」と称する社会実験を実施して以降、高速バスの乗り継ぎバス停としての整備が進められており、待合室の拡大、バス運行情報案内表示器の設置などが実施されている（この整備事業の詳細については後述）。停留所はパーキングエリア内に設けられており上下線で別々となるが、乗り継ぎの利便性を図るため、対向側の停留所への案内板が設置されている。下り線側の乗り場は前後に2か所設けられており、方面別に分かれている。上り線側も整備事業開始当初は下り線と同様に乗り場が方面別に分けられ2か所設置されていたが、現在は統合され1か所になっている。

### 停車する路線
以下の各路線が停車する。
上記社会実験開始以前は主に近距離の高速バス路線のみ停車していたが、社会実験開始に伴い、ここを通る昼行高速バスの多くが停車するようになった。
| 路線愛称                                 | 運行会社                                                     | 下り線側方面                                                                     | 上り線側方面                                                                       |
| ---------------------------------------- | ------------------------------------------------------------ | -------------------------------------------------------------------------------- | ---------------------------------------------------------------------------------- |
| WILLER EXPRESS                           | 祐徳自動車                                                   | （降車のみ）                                                                     | 大阪（WBT大阪梅田・USJ）                                                           |
| WILLER EXPRESS                           | 祐徳自動車                                                   | （降車のみ）                                                                     | 広島（BS広島駅北口）                                                               |
| （愛称名なし）                           | 西日本鉄道                                                   | 宮の陣・久留米（西鉄久留米・JR久留米駅）                                         | 筑紫野・福岡空港（国内線・国際線）                                                 |
| わかくす号                               | 西日本鉄道                                                   | 高速神埼・佐賀（佐賀駅BC・佐賀第二合同庁舎）                                     | 天神高速BT                                                                         |
| （愛称名なし）                           | 西日本鉄道                                                   | 高速神埼・佐賀（佐賀駅BC・佐賀第二合同庁舎）                                     | 筑紫野・福岡空港（国内線・国際線）                                                 |
| 九州号 ※嬉野IC・嬉野BC経由のみ停車       | 九州急行バス                                                 | 嬉野IC・嬉野温泉（嬉野BC）・大村IC・諫早IC・長崎（昭和町・長崎駅前）             | （降車のみ）                                                                       |
| 出島号                                   | 長崎県交通局                                                 | 高速神埼・大村IC・諫早IC・バイパス多良見・長崎（昭和町・浜口町・長崎駅前）       | 若宮・直方PA・北九州（千代ニュータウン・引野口・三萩野・平和通り・小倉駅前・砂津） |
| させぼ号                                 | 西日本鉄道 西肥自動車                                        | 波佐見有田IC・佐世保（佐世保BC・松浦町）・佐々（佐々BC）                         | （降車のみ）                                                                       |
| （愛称名なし）                           | 西日本鉄道 西肥自動車                                        | ハウステンボス                                                                   | （降車のみ）                                                                       |
| 島原号                                   | 西日本鉄道 島原鉄道                                          | 諫早（諫早駅・本諫早駅）・雲仙（愛野駅前・多比良駅前）・島原（島原駅・島原港）   | 筑紫野・福岡（天神高速BT・博多BT）                                                 |
| ひのくに号 ※植木IC経由および各停のみ停車 | 西日本鉄道 九州産交バス                                      | 八女IC・西合志・武蔵ヶ丘・熊本（熊本県庁前・桜町BT）                             | 筑紫野・福岡空港（国内線・国際線）・福岡（天神高速BT・博多BT）                     |
| （愛称名なし）                           | 九州産交バス 日田バス                                        | 杖立温泉・ゆうステーション・南小国町役場前・黒川温泉                             | （降車のみ）                                                                       |
| ひた号                                   | 西日本鉄道 日田バス                                          | 高速小郡大板井・高速甘木・杷木・日田（城内豆田入口・日田BT・日田営業所）         | 筑紫野・福岡空港国内線・福岡（天神高速BT・博多BT）                                 |
| ゆふいん号                               | 西日本鉄道 日田バス 亀の井バス                               | 天瀬高塚・玖珠IC・九重IC・由布院                                                 | （降車のみ）                                                                       |
| とよのくに号                             | 西日本鉄道 大分交通 大分バス 亀の井バス                      | 大分（椎迫・要町・中央通り・新川） 高速別府湾・APU・別府（鉄輪口・北浜BC）       | （降車のみ）                                                                       |
| ごかせ号                                 | 西日本鉄道 宮崎交通                                          | 山都町・五ヶ瀬町役場・高千穂BC・青雲橋・延岡駅                                   | （降車のみ）                                                                       |
| フェニックス号                           | 西日本鉄道 九州産交バス 宮崎交通 JR九州バス                  | 人吉IC・小林IC・都城北・宮崎（宮交シティ・橘通り一丁目・カリーノ宮崎前・宮崎駅） | （降車のみ）                                                                       |
| 桜島号                                   | 西日本鉄道 南国交通 鹿児島交通 鹿児島交通観光バス JR九州バス | 鹿児島空港南・鹿児島空港・帖佐・鹿児島（鹿児島中央駅・天文館・高速船ターミナル） | （降車のみ）                                                                       |

### 高速バス乗り継ぎ社会実験
2007年7月1日より、当バスストップにおいて「高速バスロケを活用した基山PAにおける乗り継ぎ社会実験」と称する社会実験が開始されている。

#### 実施の経緯
九州内の昼行高速バスは福岡市を中心とした路線網となっており、福岡市内からは九州内の多くの地域に高速バスが運行され、各路線の運行本数も多い反面、福岡市以外の都市間を結ぶ高速バスは路線数も運行本数も少ない。また、停車地も絞られている路線が多いため、高速バスを乗り継ぐ際に福岡市の天神高速BTや博多BTまで移動しなければならず、所要時間や運賃の面で不利であった。
そこで福岡発着のバス路線が多く通過し、鳥栖ジャンクションにも近い当バスストップを乗り継ぎ停留所とし、当PAを通過する高速バス各路線を停車させ、乗り継ぎの便を図ることになった。これにより福岡市中心部で高速バス相互間の乗継と比べて概ね1時間前後の所要時間を短縮した。
なお、予約制の路線において予約なしでの乗車（いわゆる飛び乗り）が見られることや、予約が不要な路線でも券売機がないこと、待合スペースが狭いなど、ハード面を中心に課題も見えており、バス停の改装工事（待合スペースの拡張など）が行われた。

#### 乗り継ぎ運賃
当バスストップで高速バス路線を乗り継ぐ場合、乗車区間により乗り継ぎ割引が受けられる場合がある。ただし、天神で乗り継いだほうが運賃が安い場合もある（例えば、大分 - 久留米は基山乗継の割引運賃だと3100円。最安値は天神でとよのくに号と西鉄電車の乗継の2600円）。乗り継ぎ乗車券は最初のバスに乗車する前に、あらかじめ購入しておく必要がある。有効期間は区間にかかわらず2日間。往復割引はない。

### パークアンドライド
2009年2月23日から、基山バスストップ（基山PA）そばに西日本鉄道が設置した高速バス利用者専用の「高速基山バス停パーク&ライド駐車場」 が営業を開始した。24時間出入り可能だが、利用者が高速バス降車時にサービス券を受け取る形で利用する有料駐車場である。

### バスストップまでの交通手段
- けやき台駅から徒歩約12分
- 基山駅からきやまコミュニティバス「高速パーク&ライド」下車

## ギャラリー

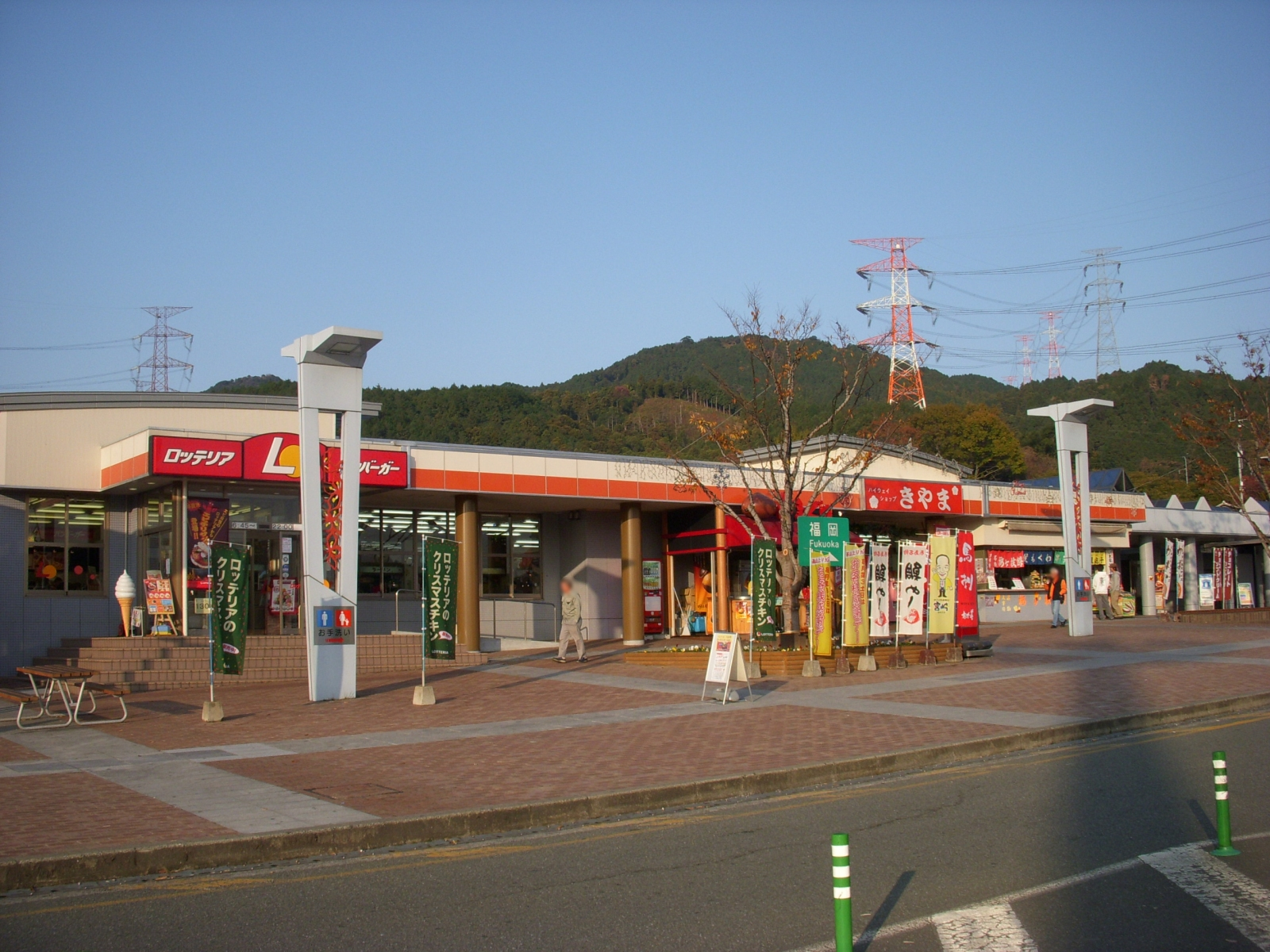
基山パーキングエリア上り線外観
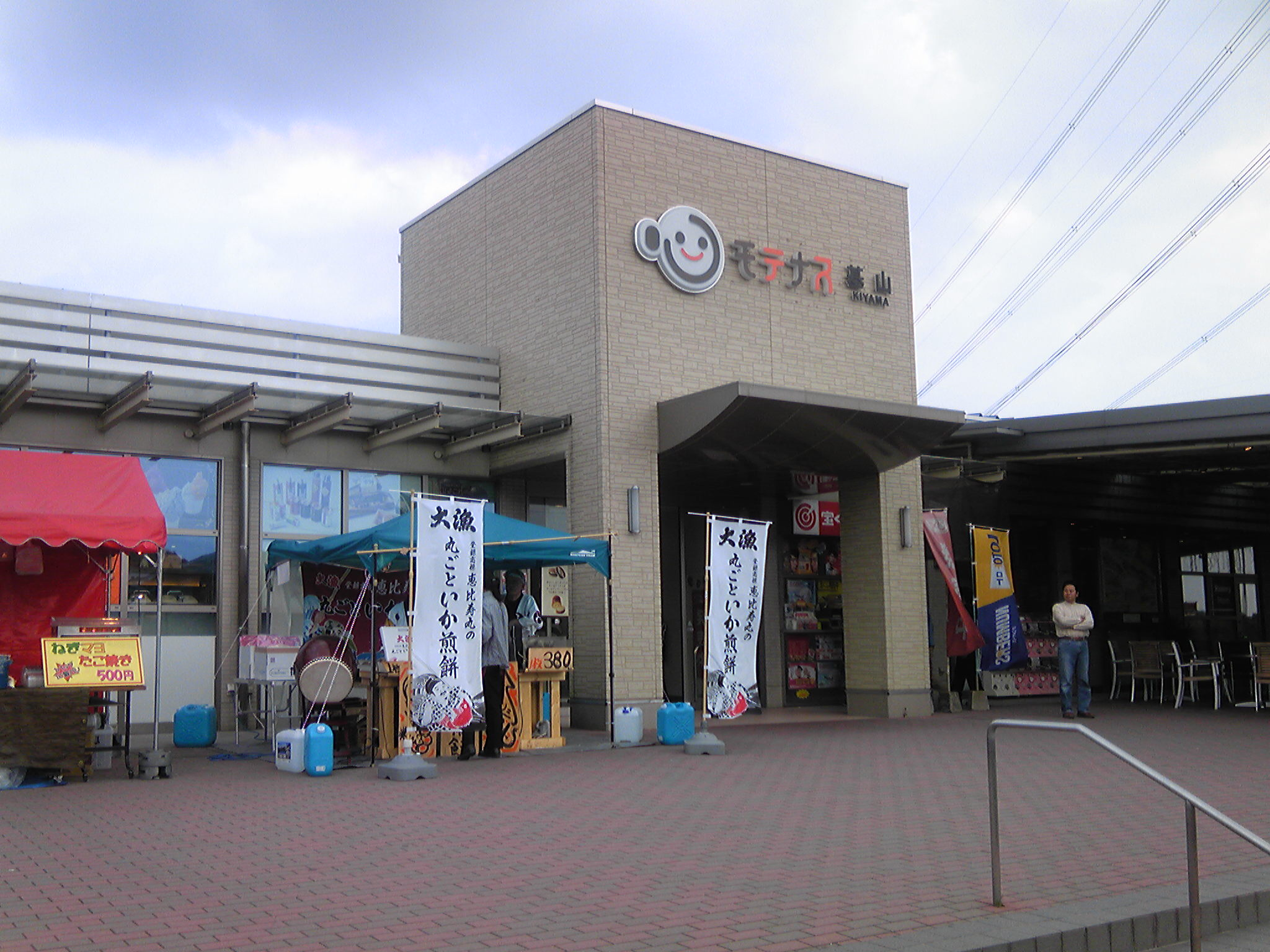
基山パーキングエリア下り線 正面玄関 2013年5月3日撮影
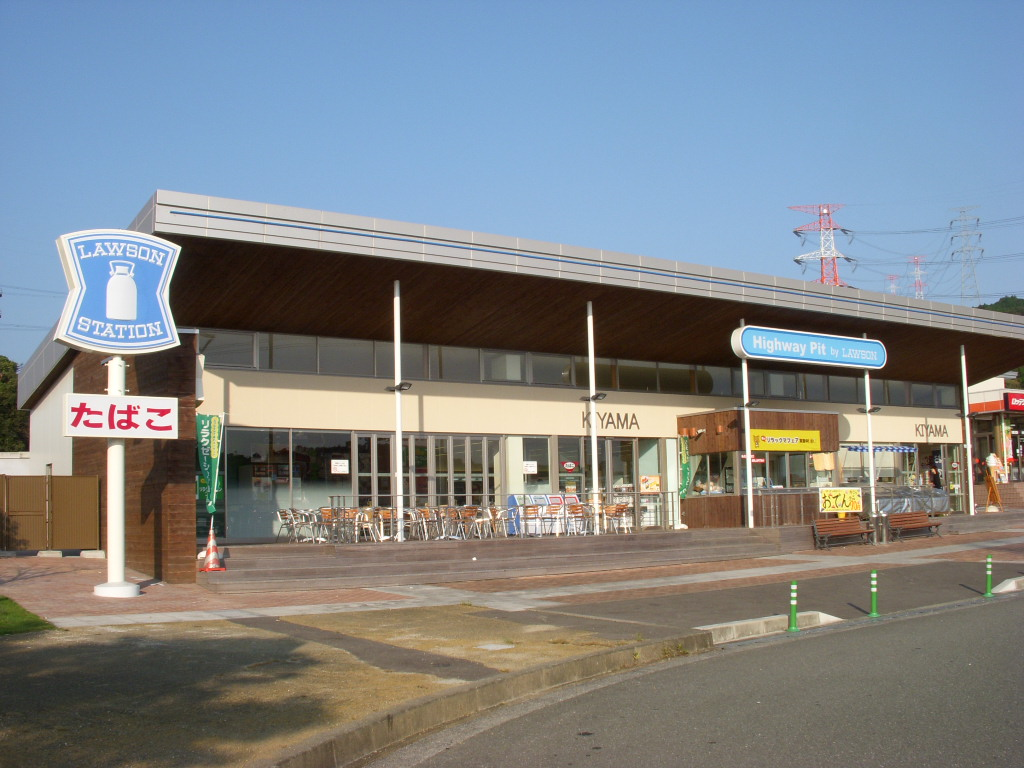
基山パーキングエリア上り線に設置されたハイウェイコンビニエンスストア（ローソン・現:セブンイレブン）
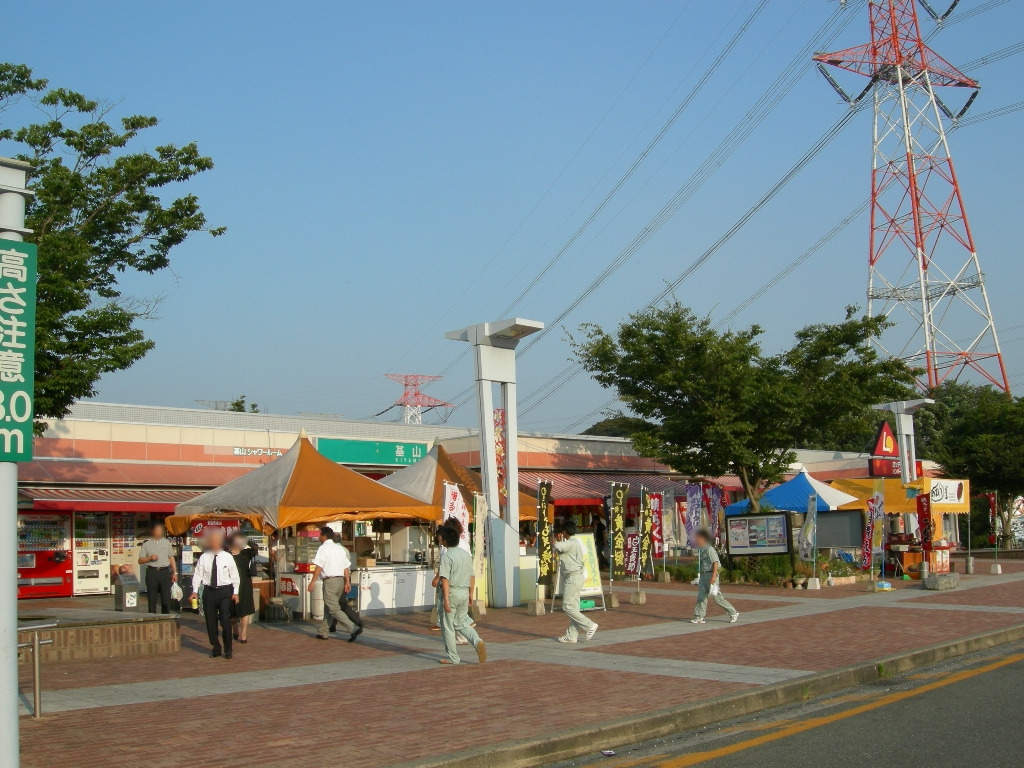
基山パーキングエリア （下り線・リニューアル前）

## 隣
E3 九州自動車道
(8-1)筑紫野IC - (PA)基山PA/BS - (9)鳥栖JCT